# Captors
Captors es el primer álbum de estudio de la banda estadounidense de metalcore Wolves at the Gate. El álbum fue producido por Andreas Magnusson y lanzado el 3 de julio de 2012 por Solid State Records. Fue un éxito rotundo tanto de crítica como de público.

## Lista de canciones
Todas las canciones escritas y compuestas por Wolves at the Gate. 
| N.º | Título                  | Duración |  |
| 1.  | «The Harvest»           | 3:51     |  |
| 2.  | «Awaken»                | 3:58     |  |
| 3.  | «Morning Star»          | 4:00     |  |
| 4.  | «Dead Man»              | 4:06     |  |
| 5.  | «In Your Wake»          | 3:36     |  |
| 6.  | «Slaves»                | 4:26     |  |
| 7.  | «Step Out to the Water» | 4:20     |  |
| 8.  | «Amnesty»               | 3:43     |  |
| 9.  | «Safeguards»            | 4:01     |  |
| 10. | «Through the Night»     | 3:48     |  |
| 11. | «Man of Sorrows»        | 5:35     |  |

## Posicionamiento en lista
| Lista (2012)                          | Posición |
| ------------------------------------- | -------- |
| Estados Unidos (Christian Albums)     | 7        |
| Estados Unidos (Top Hard Rock Albums) | 17       |

## Personal
Wolves at the Gate
- Nick Detty – voz principal, teclados
- Jeremy Steckel – guitarra principal
- Steven Cobucci – guitarra rítmica, voz limpia, producción adicional
- Ben Summers – bajo, coros
- Ben Millhouse – batería